# Hexanchiformes
Hexanchiformes é uma ordem de tubarões à qual estão integradas as formas mais primitivas deste tipo de animal.
Ocorre a presença de 6 ou 7 fendas braquiais; de cauda dorsal única e cauda pós-anal.
Só cinco espécies extantes estão incluidas nesta ordem.

## Classificação

### Espécies extantes
Família Chlamydoselachidae
- Chlamydoselachus
  - Tubarão-cobra (Chlamydoselachus anguineus) (Garman, 1884)

Família Hexanchidae
- Heptranchias
  - Tubarão-de-sete-guelras (Heptranchias perlo) (Bonnaterre, 1788)
- Hexanchus
  - Tubarão-albafar (Hexanchus griseus) (Bonnaterre, 1788) 
  - Hexanchus nakamurai (Teng, 1962)
- Notorynchus
  - Cação-bruxa (Notorynchus cepedianus) (Péron, 1807)

### Espécies extintas
Família Chlamydoselachidae
- Chlamydoselachus
  - Chlamydoselachus bracheri Pfeil, 1983
  - Chlamydoselachus gracilis Antunes & Cappetta, 2001
  - Chlamydoselachus goliath Antunes & Cappetta, 2001
  - Chlamydoselachus fiedleri Pfeil, 1983
  - Chlamydoselachus lawleyi Davis, 1887
  - Chlamydoselachus thomsoni Richter & Ward, 1990
  - Chlamydoselachus tobleri Leriche, 1929
- Thrinax
  - Thrinax baumgartneri Pfeil, 1983

Família Heptranchidae
- Heptranchias
  - Heptranchias ezoensis Applegate & Uyeno, 1968
  - Heptranchias howelii (Reed, 1946)
  - Heptranchias tenuidens (Leriche, 1938)

Família Hexanchidae
- Hexanchus
  - Hexanchus arzoensis (Debeaumont, 1960)
  - Hexanchus agassizi 
  - Hexanchus collinsonae  Ward, 1979
  - Hexanchus gracilis  (Davis, 1887)
  - Hexanchus griseus “andersoni” “gigas” (Bonaterre, 1788)
  - Hexanchus hookeri  Ward, 1979
  - Hexanchus microdon “agassizii” (Agassiz, 1843)
  - Hexanchus nakamurai “vitulus” Teng, 1962
- Notidanoides
- Notidanodon
  - Notidanodon antarcti Grande & Chatterjee, 1987
  - Notidanodon brotzeni Siverson, 1995
  - Notidanodon dentatus (Woodward, 1886)
  - Notidanodon lanceolatus (Woodward, 1886)
  - Notidanodon loozi (Vincent, 1876)
  - Notidanodon pectinatus (Agassiz, 1843)
- Paraheptranchias
  - Paraheptranchias repens (Probst, 1879)
  - Paranotidanus “Eonotidanus” contrarius (Munster, 1843)
  - Paranotidanus intermedius (Wagner, 1861)
  - Paranotidanus munsteri (Agassiz, 1843)
  - Paranotidanus serratus (Fraas, 1855)
- Pseudonotidanus
  - Pseudonotidanus semirugosus Underwood & Ward, 2004
- Weltonia
  - Weltonia ancistrodon (Arambourg, 1952)
  - Weltonia burnhamensis Ward, 1979

Família ?Mcmurdodontidae
- Mcmurdodus
  - Mcmurdodus featherensis White, 1968
  - Mcmurdodus whitei Turner, & Young, 1987